# 島親益
島 親益（しま ちかます、不明 - 1571年3月29日（元亀2年3月4日））は、戦国時代から安土桃山時代にかけての武将。長宗我部氏の家臣。長宗我部国親の四男。別名は親房。

## 生涯

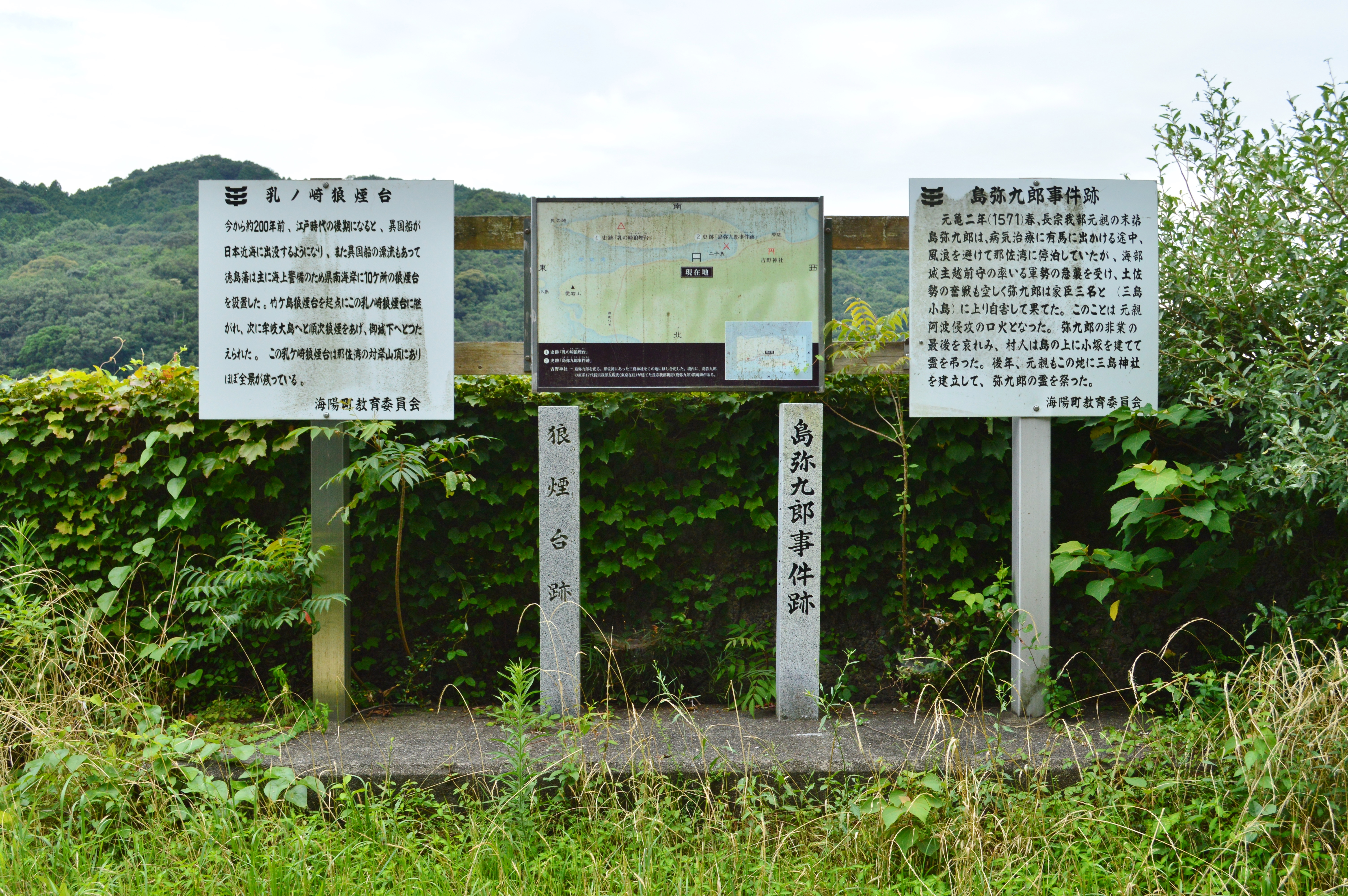
島弥九郎事件跡碑
（徳島県海部郡海陽町）

父・国親が家臣・島某の妻に手を出して生ませた子供だったため、島姓を名乗った。武勇に優れ、異母兄・長宗我部元親の本山氏攻め等で活躍した。
しかし、病にかかり、播磨の有馬温泉に療養に出かける途中、強風のため阿波国海部城下の那佐湾に舟を停泊したところを、敵襲と勘違いした城主・海部友光に襲われ、1571年3月29日（元亀2年3月4日）に病の身ながら奮戦するも討たれた。その後、元親は弟の死に激怒し、海部城を攻略する。
現在は徳島県海部郡海陽町の那佐神社に慰霊碑が建立されている。

## 子孫
子孫の親典（1594年生まれなので、親益の子としては年齢が合わない。孫か一族と推定される。）は大坂の陣で豊臣方に参戦し敗れたが、土佐藩（山内忠義藩主）での入牢を経て土佐藩士に取り立てられた。しかし下士に甘んじた。
その後も島氏は土佐藩に仕え、明治維新後に長宗我部姓に復した。また宗家が途絶えていたため、必然的に長宗我部氏の当主の座を引き継いだ（明治時代に明治天皇から正統子孫と認められた）。